# 蒙托里奥勒 (奥德省)
蒙托里奥勒（法語：Montauriol，法語發音：[mɔ̃toʁjɔl] ⓘ）是法国奥德省的一个市镇，属于卡尔卡松区。

## 地理
蒙托里奥勒（43°16'40"N, 1°50'8"E）面积8.47 平方千米，位于法国奧克西塔尼大區奥德省，该省份为法国南部沿海省份，北起塔恩省，西北接上加龙省，西接阿列日省，南至东比利牛斯省，东临地中海，东北与埃罗省接壤。
与蒙托里奥勒接壤的市镇（或旧市镇、城区）包括：屈米耶斯、马斯圣皮埃勒、埃尔斯河畔派拉、埃尔斯河畔佩尔菲特、圣卡梅勒、埃尔斯河畔萨勒。

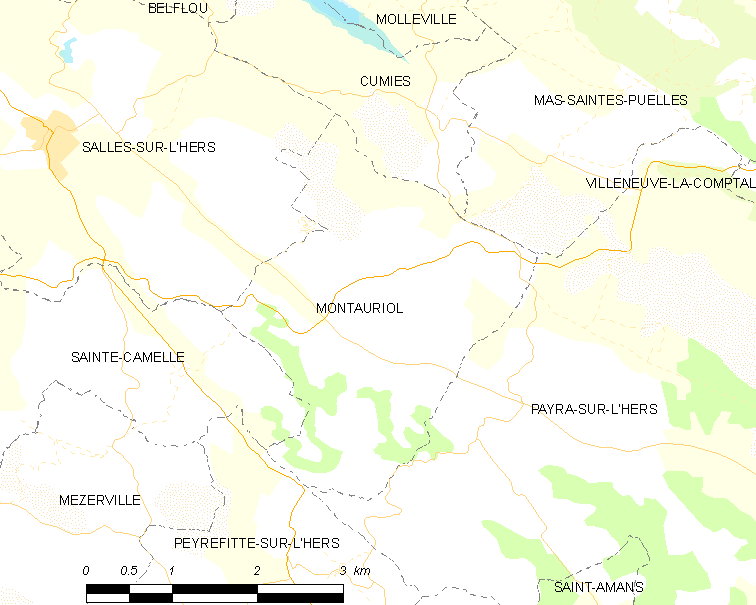
的OSM定位图

蒙托里奥勒的时区为UTC+01:00、UTC+02:00（夏令时）。

## 行政
蒙托里奥勒的邮政编码为11410，INSEE市镇编码为11239。

## 政治
蒙托里奥勒所属的省级选区为拉皮耶日欧拉泽斯县。

## 人口

1962-2008年间人口变化图示

蒙托里奥勒于2022年1月1日时的人口数量为84人。